# Plunket Shield 2019/20
Der Plunket Shield 2019/20 ist die 91. Saison des nationalen First-Class-Cricket-Wettbewerbes in Neuseeland und wird vom 21. Oktober 2019 bis zum 29. März 2020 ausgetragen. Aufgrund einer Anordnung der Landesregierung wurde die Saison am 16. März 2020 angesichts der globalen COVID-19-Pandemie für beendet erklärt. Die New Zealand Cricket erklärte Wellington als Meister.

## Format
Die Mannschaften spielen acht Spiele in einer Division gegen jede andere. Für einen Sieg erhält ein Team zunächst 12 Punkte, für ein Unentschieden (beide Mannschaften erzielen die gleiche Anzahl an Runs) 6 Punkte. Soll kein Ergebnis erreicht werden und das Spiel in einem Remis enden, bekommen beide Mannschaften 0 Punkte, wenn das Spiel abgesagt wird, 2 Punkte. Zusätzlich besteht die Möglichkeit, in den ersten 110 Over des ersten Innings Bonuspunkte zu sammeln. Dabei werden jeweils bis zu 4 Punkte für erzielte Runs und für erzielte Wickets vergeben. Im Falle einer Reduktion der Spieldauer auf einen Tag wird ein Sieg mit 6 Punkten, ein Unentschieden mit 3 und ein Remis mit 2 Punkten honoriert, Bonuspunkte werden dann nicht vergeben. Des Weiteren ist es möglich, dass Mannschaften Punkte abgezogen bekommen, wenn sie beispielsweise zu langsam spielen oder der Platz nicht ordnungsgemäß hergerichtet ist. Am Ende der Saison ist der Sieger der Division der Gewinner des Plunket Shields.

## Resultate
Tabelle
| Teams              | Sp. | S | N | U | R | A | Bat | Bwl | Ded | Punkte |
| ------------------ | --- | - | - | - | - | - | --- | --- | --- | ------ |
| Wellington         | 6   | 4 | 1 | 0 | 1 | 0 | 15  | 20  | 0   | 83     |
| Central Districts  | 6   | 2 | 3 | 0 | 1 | 0 | 10  | 23  | 0   | 57     |
| Otago              | 6   | 2 | 1 | 0 | 2 | 1 | 9   | 18  | 0   | 55     |
| Auckland           | 6   | 2 | 1 | 0 | 2 | 1 | 10  | 16  | 0   | 54     |
| Canterbury         | 6   | 1 | 3 | 0 | 2 | 0 | 13  | 20  | 0   | 45     |
| Northern Districts | 6   | 1 | 3 | 0 | 2 | 0 | 14  | 16  | 0   | 42     |

Sieg: 12 Punkte; Remis: 0 Punkte
Spiele
| 21. – 23. Oktober Scorecard | Wellington | Otago 199 (63.2) & 219 (66.2)    | – | Wellington 372 (96.3) & 50-2 (11.1) |
|                             |            | Wellington gewinnt mit 8 Wickets |   |                                     |

| 21. – 24. Oktober Scorecard | Christchurch | Canterbury 390 (121.4) | – | Northern Districts 498-6 (136.1) |
|                             |              | Remis                  |   |                                  |

| 21. – 24. Oktober Scorecard | Auckland | Auckland 210 (85.4) & 189-9d (78) | – | Central Districts 169 (68.3) & 192 (57.5) |
|                             |          | Auckland gewinnt mit 38 Runs      |   |                                           |

| 29. Oktober – 1. November Scorecard | Wellington | Wellington 525-7d (118) & 247-6d (44.3) | – | Canterbury 415-9d (133.2) & 313 (74) |
|                                     |            | Wellington gewinnt mit 44 Runs          |   |                                      |

| 30. Oktober – 2. November Scorecard | Dunedin | Otago    | – | Auckland |
|                                     |         | Abgesagt |   |          |

| 30. Oktober – 2. November Scorecard | Mount Maunganui | Central Districts 371 (117.5) & 204 (53.5) | – | Northern Districts 202 (69.1) & 299 (116.3) |
|                                     |                 | Central Districts gewinnt mit 74 Runs      |   |                                             |

| 8. – 11. November Scorecard | Dunedin | Northern Districts 243 (82.1) & 104-6 (61) | – | Otago 349 (127.2) |
|                             |         | Remis                                      |   |                   |

| 8. – 11. November Scorecard | Nelson | Central Districts 164 (60.2) & 287-9 (102) | – | Canterbury 212 (59.1) |
|                             |        | Remis                                      |   |                       |

| 8. – 11. November Scorecard | Wellington | Wellington 91 (31.3) & 104-2 (27) | – | Auckland 217 (66.4) |
|                             |            | Remis                             |   |                     |

| 22. – 25. Februar Scorecard | Auckland | Auckland 467-6d (119) & 184-5d (20.5) | – | Otago 281 (97.4) & 227-9 (93) |
|                             |          | Remis                                 |   |                               |

| 22. – 25. Februar Scorecard | Rangiora | Wellington 316 (77.1) & 120 (34.1)                | – | Canterbury 570-8d (154) |
|                             |          | Canterbury gewinnt mit einem Innings und 134 Runs |   |                         |

| 22. – 25. Februar Scorecard | Napier | Northern Districts 271 (90.3) & 283 (104.4) | – | Central Districts 482 (140.5) & 73-2 (7) |
|                             |        | Central Districts gewinnt mit 8 Wickets     |   |                                          |

| 1. – 3. März Scorecard | Wellington | Central Districts 96 (36.4) & 254 (73.1) | – | Wellington 298 (99) & 53-1 (16.2) |
|                        |            | Wellington gewinnt mit 9 Wickets         |   |                                   |

| 1. – 3. März Scorecard | Invercargill | Otago 287 (83.5) & 160 (53.3) | – | Canterbury 145 (58.1) & 240 (65.5) |
|                        |              | Otago gewinnt mit 62 Runs     |   |                                    |

| 1. – 4. März Scorecard | Auckland | Northern Districts 438 (119.4) & 283 (74) | – | Auckland 351-5d (86.2) & 374-9 (74.5) |
|                        |          | Auckland gewinnt mit 1 Wicket             |   |                                       |

| 10. – 13. März Scorecard | Hamilton | Northern Districts 294 (88.3) & 302-5d (74) | – | Canterbury 243 (86.4) & 172 (63.3) |
|                          |          | Northern Districts gewinnt mit 181 Runs     |   |                                    |

| 10. – 13. März Scorecard | Dunedin | Central Districts 297 (82.2) & 256-2d (43) | – | Otago 266-7d (76) & 291-7 (75) |
|                          |         | Otago gewinnt mit 3 Wickets                |   |                                |

| 10. – 13. März Scorecard | Auckland | Auckland 179 (55.3) & 174 (83.4)                | – | Wellington 360 (153.4) |
|                          |          | Wellington gewinnt mit einem Innings und 7 Runs |   |                        |

| 18. – 21. März Scorecard | Christchurch | Canterbury | – | Otago |
|                          |              |            |   |       |

| 18. – 21. März Scorecard | Napier | Central Districts | – | Wellington |
|                          |        |                   |   |            |

| 18. – 21. März Scorecard | Whangārei | Northern Districts | – | Auckland |
|                          |           |                    |   |          |

| 26. – 29. März Scorecard | Hamilton | Northern Districts | – | Wellington |
|                          |          |                    |   |            |

| 26. – 29. März Scorecard | Napier | Central Districts | – | Otago |
|                          |        |                   |   |       |

| 26. – 29. März Scorecard | Rangiora | Canterbury | – | Auckland |
|                          |          |            |   |          |